# Chip's Challenge

Bài mở đầu trong trò chơi. Chip cần thu nhặt đủ các chíp máy tính để có thể vào đích.

Chip's Challenge (tạm dịch: thử thách đối với Chip) là trò chơi kiểu lưới ô trên máy tính. Người chơi điều khiển nhân vật Chip vượt qua các chướng ngại vật để về đích trong một giới hạn thời gian định sẵn.

## Lịch sử
Chip's Challenge được Chuck Sommerville viết lần đầu cho các máy tính Atari Lynx vào năm 1989. Sau đó, Tony Kruger đã chuyển trò chơi sang hệ điều hành Windows. Năm 1992, trò chơi được Microsoft đưa vào trong Gói giải trí của Ms-Windows (BOWEP - Best of Windows Entertainment Pack), bắt đầu từ Windows 3.1.

## Cốt truyện
Chip McCallahan là học sinh trung học muốn tham gia câu lạc bộ máy tính Bit Buster. Thật không may, để tham gia vào câu lạc bộ không phải đơn giản. Chip phải vượt qua những mê cung phức tạp trong khu nhà Câu lạc bộ (Clubhouse) với trí thông minh, sự khéo léo và kiên trì. Người của Câu lạc bộ, Melinda, luôn theo dõi những nỗ lực của Chip và mỗi khi Chip hoàn thành một bài (một phòng mê cung) sẽ đưa cậu ta mật khẩu để đi tiếp sang bài sau.

## Nhiệm vụ của người chơi
"Sân chơi" có dạng lưới ô vuông. Người chơi dùng các phím mũi tên để điều khiển nhân vật Chip, chạy về đích trong một khoảng thời gian nhất định, để kết thúc một bài. Trò chơi có tất cả 149 bài, với mức độ khó dần lên.
Tuy nhiên, thử thách của Chip không chỉ là mê cung với những bức tường và cánh cửa. Ở đó còn có nước, lửa - những nơi Chip sẽ bị chết nếu lỡ bước vào. Và khó khăn hơn, bất kì động vật chạy trong mê cung nào đều có thể hại Chip.
Chip phải thử trí thông minh của mình trong các bài đẩy các khối hộp (tương tự như Sokoban), hoặc phải tỏ rõ sự khéo léo khi vượt qua những quái vật di chuyển trong mê cung. Đôi khi bài tập lại đòi hỏi sự kiên trì và trí nhớ trong những mê cung phức tạp.

## Phiên bản khác
Tile World (thế giới ô lưới) là phiên bản mô phỏng Chip's Challenge, nhưng là phần mềm tự do, và chạy được trên cả Linux và Windows. Tile World không dùng bộ mê cung như trong Chip's Challenge (vốn được Microsoft giữ bản quyền) mà kèm theo tập hợp các mê cung mới là CCLP2 (Chip's Challenge Level Pack 2) và CCLP3.
Trên hệ điều hành iOS cũng có phát hành các trò chơi dựa trên Chip's Challenge, đó là hai trò chơi WebCC và Chuck's Challenge. Trong đó ở trò chơi thứ hai, tác giả thiết kế các mê cung là Chuck Sommerfield—một trong những người sáng lập ra Chip's Challenge.